# 1006-й истребительный авиационный полк ПВО

1006-й истребительный авиационный полк ПВО (1006-й иап ПВО) — воинская часть истребительной авиации ПВО, принимавшая участие в боевых действиях Великой Отечественной войны.

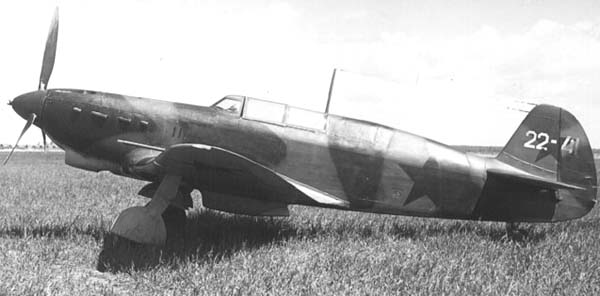
Самолет Як-7б. Такими самолётами полк был вооружен при формировании и прошел всю войну.

## Наименования полка
- 1006-й истребительный авиационный полк ПВО[1][2].
- 1006-й истребительный авиационный полк[1][2];
- Войсковая часть (полевая почта) 18360[1][2].

## История и боевой путь полка
1006-й истребительный авиационный полк начал формироваться в ноябре 1943 года в составе 9-го истребительного авиакорпуса ПВО в Воронеже по штату 015/325 на самолётах Як-7б. После передачи в декабре 1943 года в 125-ю истребительную авиадивизию ПВО формирование продолжилось на аэродроме Хомяково (Тула) и завершено 29 мая 1944 года.
С 1 февраля 1944 года, полк, не завершив формирование, приступил к боевой работе в составе 125-й истребительной авиадивизии ПВО Тульского района ПВО Западного фронта ПВО на самолётах Як-7б.
В апреле 1944 года в связи с реорганизацией войск ПВО страны в составе дивизии включен в 81-ю дивизию ПВО Северного фронта ПВО (образован 29.03.1944 г. на базе Восточного и Западного фронтов ПВО). В мае полк в составе дивизии передан в 82-ю дивизию ПВО Северного фронта ПВО, а 1 июня из 125-й истребительной авиадивизии ПВО передан в 36-ю истребительную авиадивизию ПВО 84-й дивизии ПВО Северного фронта ПВО.
28 июля полк из 36-й иад ПВО передан в состав 320-й истребительной авиадивизии ПВО 89-й дивизии ПВО Северного фронта ПВО и перебазировался на аэродром Хомяково. 8 сентября из 320-й иад ПВО передан в состав 148-й истребительной авиадивизии ПВО 84-й дивизии ПВО Северного фронта ПВО. С 24 декабря 1944 года вместе с дивизией включен в состав войск Западного фронта ПВО (2-го формирования) (преобразован из Северного фронта ПВО).
День Победы 9 мая 1945 года полк встретил на аэродроме Ландсберг-на-Варте (Гожув-Велькопольский), Польша.
Всего в составе действующей армии полк находился: с 1 февраля 1944 года по 9 мая 1945 года.
Всего за годы войны полком:
- Совершено боевых вылетов — 22,
- Воздушных боев и сбитых самолётов противника нет.

## Командир полка
- майор, подполковник Рудаков Валерий Александрович[1], 12.1943 — 22.02.1946

## Послевоенная история полка
После войны полк продолжал входить в состав 148-й истребительной авиационной дивизии ПВО Западного фронта ПВО. 22 февраля 1946 года 1006-й истребительный авиационный полк ПВО расформирован в 148-й истребительной авиационной дивизии ПВО на основании директивы ГШ КА № орг/10/888610 от 15.12.1945 г., директивы Командующего ИА ПВО № 365066сс от 10.01.1946 г. и директивы Командующего ВВС ЗапФ ПВО № 002792 от 25.01.1946 г..